# Poolse parlementsverkiezingen 2007
De Poolse parlementsverkiezingen van 2007 werden op 21 oktober 2007 vervroegd gehouden voor beide kamers van het parlement van Polen. Op 7 september besloot de Sejm zich te ontbinden nadat de regering was gevallen.

## Achtergronden
Tijdens de campagne van de Poolse parlements- en presidentsverkiezingen van 2005 was de sfeer tussen PiS en PO verhard, waardoor de verwachte PO-PiS coalitie er niet kwam. Er kwam uiteindelijk een regering met Lech Kaczyński als president en (vanaf juli 2006) zijn tweelingbroer Jarosław Kaczyński als premier. Deze regering beschikte weliswaar over een solide meerderheid, maar had een erg onstabiele basis vanwege een ruzieachtige sfeer tussen de PiS en haar twee nationalistische coalitiepartners, de Liga van Poolse Gezinnen (LPR) en Zelfverdediging (Samoobrona). De regeerperiode werd bovendien gekenmerkt door controversiële voorstellen, zoals de invoering van "patriottisme" als verplicht schoolvak en de kroning van Jezus Christus tot koning van Polen, en ruzies met Duitsland, Rusland en de Europese Unie. Wel bond de regering-Kaczyński de strijd aan tegen de corruptie, al werd de premier er dikwijls van beschuldigd het Centraal Anti-corruptie Bureau te misbruiken voor politieke doeleinden en een te grote invloed op de omroep te hebben.
Op 9 juli 2007 werd vicepremier en minister van landbouw Andrzej Lepper, leider van Samoobrona, ontslagen op beschuldiging van corruptie. Op 13 augustus viel de regering. Op 7 september besloot de Sejm zich te ontbinden en werden nieuwe verkiezingen aangekondigd. Alle partijen waren vóór vervroegde verkiezingen, behalve de kleine voormalige regeringspartijen LPR en Samoobrona.
In eerste instantie weigerde Polen waarnemers van de OVSE toe te laten bij de verkiezingen, maar na weken van onderhandelen werd bekendgemaakt dat deze toch welkom waren.
De verkiezingen verliepen op sommige plaatsen chaotisch omdat er onvoldoende stembiljetten waren. Er was niet op zo'n grote opkomst gerekend. Ook oordeelden de OVSE-waarnemers, dat de publieke omroep de aandacht onvoldoende verdeelde over de verschillende partijen.
Net als in 2005 voorspelden de peilingen een nek-aan-nekrace tussen PiS en PO, met deze keer de centrumlinkse coalitie LiD (Links en Democraten) als derde partij. De overige partijen zweefden in het gunstigste geval rond de kiesdrempel van 5%.
Uiteindelijk won het liberale, pro-Europese Burgerplatform (PO) van Donald Tusk deze verkiezingen met de hoogste opkomst sinds 1991 ruim van PiS met 41,5 tegen 32 procent. LiD behaalde ruim 13 procent. De vierde partij, die de kiesdrempel met succes wist te overschrijden, was de Poolse Volkspartij (PSL) van oud-premier Waldemar Pawlak. Deze partij behaalde 8,9 procent van de stemmen. De twee kleinere regeringspartijen LPR en Samoobrona haalden de kiesdrempel niet en verdwenen uit het parlement.
De grote winnaar van de verkiezingen, de partij van Donald Tusk, vormde hierop een coalitieregering met de PSL, waarvan Tusk zelf premier werd. Hiermee kwam de Poolse politiek, die tot dan toe steeds geplaagd was geweest door schandalen en affaires, enigszins tot rust. De nieuwe regering zette zich in om een opener, transparantere politiek te voeren en de betrekkingen met het buitenland te herstellen.

## Uitslag
| Partij/kiescomité | Partij/kiescomité                                                             | Partij/kiescomité                                              | Partij/kiescomité                                              | Sejm       | Sejm   | Sejm   | Sejm   | Sejm   | Senaat | Senaat |
| Partij/kiescomité | Partij/kiescomité                                                             | Partij/kiescomité                                              | Partij/kiescomité                                              | 2007       | 2007   | 2007   | 2005   | 2005   | 2007   | 2005   |
| Naam              | Naam                                                                          | Afkorting                                                      | Leider                                                         | Stemmen    | %      | Zetels | %      | Zetels | Zetels | Zetels |
| ----------------- | ----------------------------------------------------------------------------- | -------------------------------------------------------------- | -------------------------------------------------------------- | ---------- | ------ | ------ | ------ | ------ | ------ | ------ |
|                   | Platforma Obywatelska (Burgerplatform)                                        | PO                                                             | Donald Tusk                                                    | 6 701 010  | 41,51  | 209    | 24,14  | 133    | 60     | 34     |
|                   | Prawo i Sprawiedliwość (Recht en Rechtvaardigheid)                            | PiS                                                            | Jarosław Kaczyński                                             | 5 183 477  | 32,11  | 166    | 26,99  | 155    | 39     | 49     |
|                   | Lewica i Demokraci (Links en Democraten) SLD+SDPL+PD+UP                       | LiD                                                            | Aleksander Kwaśniewski                                         | 2 122 981  | 13,15  | 53     | 17,65  | 55     | —      | —      |
|                   | Polskie Stronnictwo Ludowe (Poolse Volkspartij)                               | PSL                                                            | Waldemar Pawlak                                                | 1 437 638  | 8,91   | 31     | 6,96   | 25     | —      | 2      |
|                   | Samoobrona Rzeczpospolitej Polskiej (Zelfverdediging van de Republiek Polen)  | SRP                                                            | Andrzej Lepper                                                 | 247 335    | 1,53   | —      | 11,41  | 56     | —      | 3      |
|                   | Liga Polskich Rodzin (Liga van Poolse Gezinnen)                               | LPR                                                            | Roman Giertych                                                 | 209 171    | 1,30   | —      | 7,97   | 34     | —      | 7      |
|                   | Polska Partia Pracy - Sierpień 80 (Poolse Partij van de Arbeid - Augustus 80) | PPP                                                            | Bogusław Ziętek                                                | 160 476    | 0,99   | —      | 0,77   | —      | —      | —      |
|                   | Partia Kobiet (Vrouwenpartij)                                                 | PK                                                             | Manuela Gretkowska                                             | 45 121     | 0,28   | —      | —      | —      | —      | —      |
|                   | Mniejszość Niemiecka (Duitse Minderheid)                                      | MN                                                             | Henryk Kroll                                                   | 32 462     | 0,20   | 1      | 0,29   | 2      | —      | —      |
|                   | Samoobrona Patriotyczna (Patriottische Zelfverdediging)                       | Samoobrona P                                                   | Marian Frądczyk                                                | 2 531      | 0,02   | —      | —      | —      | —      | —      |
|                   | Overige partijen/kiescomités (incl. onafhankelijke kandidaten)                | Overige partijen/kiescomités (incl. onafhankelijke kandidaten) | Overige partijen/kiescomités (incl. onafhankelijke kandidaten) | —          | —      | —      | 3,82   | —      | 1      | 5      |
| Totaal            | Totaal                                                                        | Totaal                                                         | Totaal                                                         | 16 142 202 | 100,00 | 460    | 100,00 | 460    | 100    | 100    |
| Ongeldige stemmen | Ongeldige stemmen                                                             | Ongeldige stemmen                                              | Ongeldige stemmen                                              | 335 532    | 2,04   |        |        |        |        |        |
| Opkomst           | Opkomst                                                                       | Opkomst                                                        | Opkomst                                                        | 16 477 734 | 53,88  |        |        |        |        |        |